# William Halling
William Halling, født Vitus, også kendt som "Brigader Halling" (19. marts 1744 i Hårslev på Sjælland – 12. april 1796 på Dronninglund) var en dansk godsejer, der hovedsagelig er kendt som en bondeplager og hård herremand.

## Eventyrlig ungdom
Han stammede fra Hallingdalen i Akershus Stift i Norge og var søn af præsten Mogens Halling i Hårslev og Ting Jellinge og Elisabeth Marie født Olivarius, fik i dåben navnet Vitus og tog som ung til Trankebar, hvor han trådte i engelsk krigstjeneste, blev stabschef hos lord Robert Clyve og avancerede til kaptajn. Efter et eventyrligt liv, hvor han på en rejse til Holland blev fanget af sørøvere, bragt til Algier og solgt som slave, vendte han under navnet William Halling som en nabob tilbage til Danmark og erhvervede sig 1773 – formentlig ved sin pårørende Ove Høegh-Guldbergs indflydelse – karakter af brigader.

## Godsejer
23. januar 1774 ægtede han den 15-årige Christine Linde Hvas de Lindenpalm (født 9. september 1758), eneste datter af justitsråd Jørgen Hvas de Lindenpalm til Tirsbæk og Maren Loss, og havde kort før afkøbt sin svigerfader, hvis pengeforhold var temmelig i uorden, såvel Tirsbæk som Bryskesborg, hvis navn han forandrede til Williamsborg. Et par år boede Halling, der en tid var direktør for Asiatisk Kompagni, på Tirsbæk, som han 1776 bortbyttede til grev Caspar Herman Gottlob Moltke for Dronninglund med Dronninggård i Vendsyssel; 1782 afhændede han også Williamsborg. Derudover ejede han et par andre gårde og en stor gård i Aalborg.
På Dronninglund, i en afkrog af landet, norden for lov og ret, hvor tonen og sæderne lod adskilligt tilbage at ønske, kunne Halling gøre som han ville, og han fulgte da også sine tilbøjeligheder. Fuld af hovmod og med et hårdt hjerte over for sine undergivne erhvervede han sig som bondeplager et navn, der endnu efter menneskealdre kunne fylde godsets bønder med rædsel. Til hans hustru blev hans forhold så slet, at hun foretrak at bo på hans gård Pedersholm ved Vejle. Han havde desuden højst bizarre indfald og planer, som han, støttet til sine mange penge, med halsstarrighed forfulgte; han mente således engang ved stort opkøb af korn at kunne beherskekornhandelen i Østersøen, og befolkningen på godset søgte han at forskønne ved at gifte de smukkeste karle med de smukkeste piger. Som en heldig idé af ham bør det dog nævnes, at han søgte at fremme husflid blandt bønderne ved at sætte adskillige af disses sønner i håndværkslære. 1796 stiftede han et legat for godsets fattige.

## Æresbevisninger
Uagtet Hallings levned næppe gjorde ham til genstand for særlig agtelse, opnåede han store æresbevisninger af regeringen: 1774 fik han generalmajors rang, 1776 det hvide bånd og 1783 adelsbrev, alt sammen dog vistnok kun mod rundeligt vederlag i penge; efter sagnet kostede ordenen ham endog så meget, at Kongens Nytorv kunne brolægges derfor. Kun 52 år gammel døde Halling 2. april 1796 og begravedes i Aalborg under et endnu bevaret kostbart monument. Hans enke flyttede nu til Dronninglund, som hun senere solgte, hvorefter hun købte Kjeldkær, hvor hun døde 10. marts 1817, ikke i fattigdom, liggende på halm, som sagnet har villet, men i god velstand. Også hun gjorde sig bemærket ved excentrisk levemåde og havde sære passioner, fx for at drage om på auktioner og indkøbe alle slags sager.

## Gravmonument
Han er begravet på Almen Kirkegård i Aalborg, hvor en søjle med relief (Herkules i egekrans) er rejst, og hvor monumentet på hver side af Herkules har følgende inskription:
| Citat | BESTEMTHED MANDENS SANDE WÆRD. Foran: Föd - den 19. Mai 1744/ - död - den 2. April 1796. Højre side: En elsket Faders ærværdige Minde/ Helliget/ af hans taknemlige Börn. Venstre side: Ridder/ Brigadeer/ Herre til Dronninglund | Citat |
|       | |       |

## Gengivelser
- To portrætmalerier, en gouache fra 1775, en miniature fra 1790'erne og en silhouet (alle Det Nationalhistoriske Museum på Frederiksborg Slot)
- Et portrætmaleri af Peter Brünniche var udstillet 1778 (forsvundet)